# Marielle Larriaga
Pour les articles homonymes, voir Burdet et Larriaga.
Marielle Larriaga (née Burdet le 14 août 1930 à Oyonnax et morte le 19 décembre 2015 à Champagne-au-Mont-d'Or) est une réalisatrice, chef monteuse, scénariste, essayiste et écrivain de télévision française.

## Biographie
Née le 14 août 1930 à Oyonnax, Marielle Larriaga s'oriente vers des études chirurgicales (préparation physique-chimie-biologie dit « PCB ») quand des problèmes familiaux l'obligent à changer de plan de carrière.
Elle « monte » à Paris pour aborder le montage chez Productions Washington Cinéma où elle croise Alain Resnais, Henri Colpi, Alberto Moravia, Jean-Pierre Melville.
Revenue à Lyon, elle rencontre Roger Planchon et s'essaie à la mise en scène avant de se voir confier le secrétariat général du Théâtre national populaire. Elle y suit les répétitions, analyse les problèmes artistiques et administratifs, devient rédactrice en chef des articles de la revue du théâtre, donne des conférences de presse, etc. Son activité la met en contact avec le directeur artistique Maurice Montans qui lui propose, en 1959, un poste à la télévision lyonnaise. Forte de son passé de monteuse, elle officie d'abord comme scripte, puis comme auteur des textes de documentaires approuvés par le directeur artistique. Guidée par la passion et la découverte de ce nouveau média sans moyens, elle vit l'aventure des pionniers de la télévision du direct et de l'enregistré, du plateau ou d'extérieur, couvrant à peu près l'ensemble des genres (journal, talk-show, variété, sujet régional, politique, fiction, etc.).
En 1969, elle rejoint Paris, la Télévision française et son mari Gilbert Larriaga (reporter et réalisateur à la RTF depuis 1951). Quand Gilbert joue de l'instant, Marielle valorise le recul, l'analyse et la réflexion sur l'événement. Son travail la conduit à suivre l'évolution des structures audiovisuelles passant de la RTF à l'ORTF, de TF1 à Antenne 2.
Au milieu des années 1980, elle est sollicitée par les stations régionales de France 3 (Nancy, Dijon, Grenoble, Lyon) et par les sociétés de production lyonnaises (Delta productions, Compagnie lyonnaise de cinéma, Y.N. Productions) pour réaliser des sujets politiques et historiques. Ces travaux orientent sa réflexion sur la Seconde Guerre mondiale.
En retraite du petit écran, elle est auteure de livres historiques et d'ouvrages sur la télévision.
Marielle Larriaga meurt le 19 décembre 2015, à l'âge de 85 ans.

## Anecdotes
Elle retransmet en direct l'incendie de la raffinerie de Feyzin, au cours duquel elle bataille avec les pompiers pour rester à proximité des cuves en fusion, permettant le passage du sujet en direct au journal de 13 heures.
Dans sa carrière télévisuelle, elle a eu l'occasion de côtoyer une multitude d'artistes. Fernand Raynaud (à qui elle a fait rater des tours de cartes), Johnny Hallyday (à qui, par insolence, elle a réussi à faire interpréter deux chansons en interview alors que l'artiste à coutume de simplement répondre aux questions), Jacques Brel (agacé par des bruits de couverts lors d'un diner), ou encore Claude François, Adamo, etc.

## Filmographie
(mars 2019).
- Vingt-cinq soldats de plomb
- Rues sans loi
- When the saints...
- Au commencement était Ampère
- Les Nouvelles Cathédrales
- Les Voyageurs des ténèbres
- Les Villages perdus
- Les Beaux Étés d'antan
- La Couleur du temps
- Un vrai cinglé de la photo
- La Mémoire de l'œil
- Moi, Edmond Locard, flic de province
- Lettre d'un festival
- La Rage de guérir
- Mick, c'est tout un poème...
- La Mémoire de l'instantané
- Denise et Pierre, ou l'utopie de la fidélité
- Le Rendez-vous de Caluire
- Lucie, Violette et les autres
- Il était une fois les technos
- Hélène, pour mémoire

## Publications
- Ardéchois, entends-tu ? (Éditions Lyonnaises d'Art et d'Histoire) (1999)
- Les Voix de la mémoire (Éditions Lyonnaises d'Art et d'Histoire) (2000)
- Oradour 10 juin 1944 : "Quand je serai grand, j'aurai encore plus de souvenirs..." (2004)
- Le Veilleur de pierre (Éditions des Traboules) (2004)
- Grand'peur et misère des Malgré-nous (Éditions des Traboules) (2005)
- La Fabuleuse Histoire d'Edmond Locard, flic de  province (Éditions des Traboules) (2007)
- Nous l'avons tant aimée, la télévision...(Éditions des Traboules) (2007)
- Moi, l'Autrichien (biographie d'Hitler) (2008)
- Le Retour de Russie (2009)
- Le Photographe du Tsar
- Monsieur le bourreau, ne coupez pas (2010)
- La Déchirure (Oradour et l'Alsace face à face) (2010)
- Les Petits Secrets du chevalier d'Eon